# Cryptolabis vallicola
Cryptolabis vallicola är en tvåvingeart som beskrevs av Alexander 1947. Cryptolabis vallicola ingår i släktet Cryptolabis och familjen småharkrankar.
Artens utbredningsområde är Panama. Inga underarter finns listade i Catalogue of Life.